# ボロゴエ
座標: 北緯57度52分 東経34度03分 / 北緯57.867度 東経34.050度

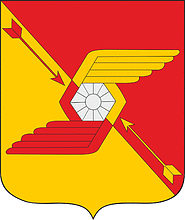
ボロゴエ市の紋章

ボロゴエ（ボロゴイェ、ロシア語: Болого́е, Bologoye, Bologoe）は、ロシアのトヴェリ州にある町。人口は2万234人（2021年）。モスクワ・サンクトペテルブルク鉄道の中間点にあり、同路線上の州都トヴェリからの距離は北西へ約160km。鉄道のほか、モスクワ・サンクトペテルブルク間の高速道路M10も近くを通る。ボロゴフスキー地区の行政中心地。
ボロゴエはヴァルダイ丘陵の北の縁に位置し、町に隣接したボロゴエ湖はヴォルホフ川水系に属する。

## 歴史

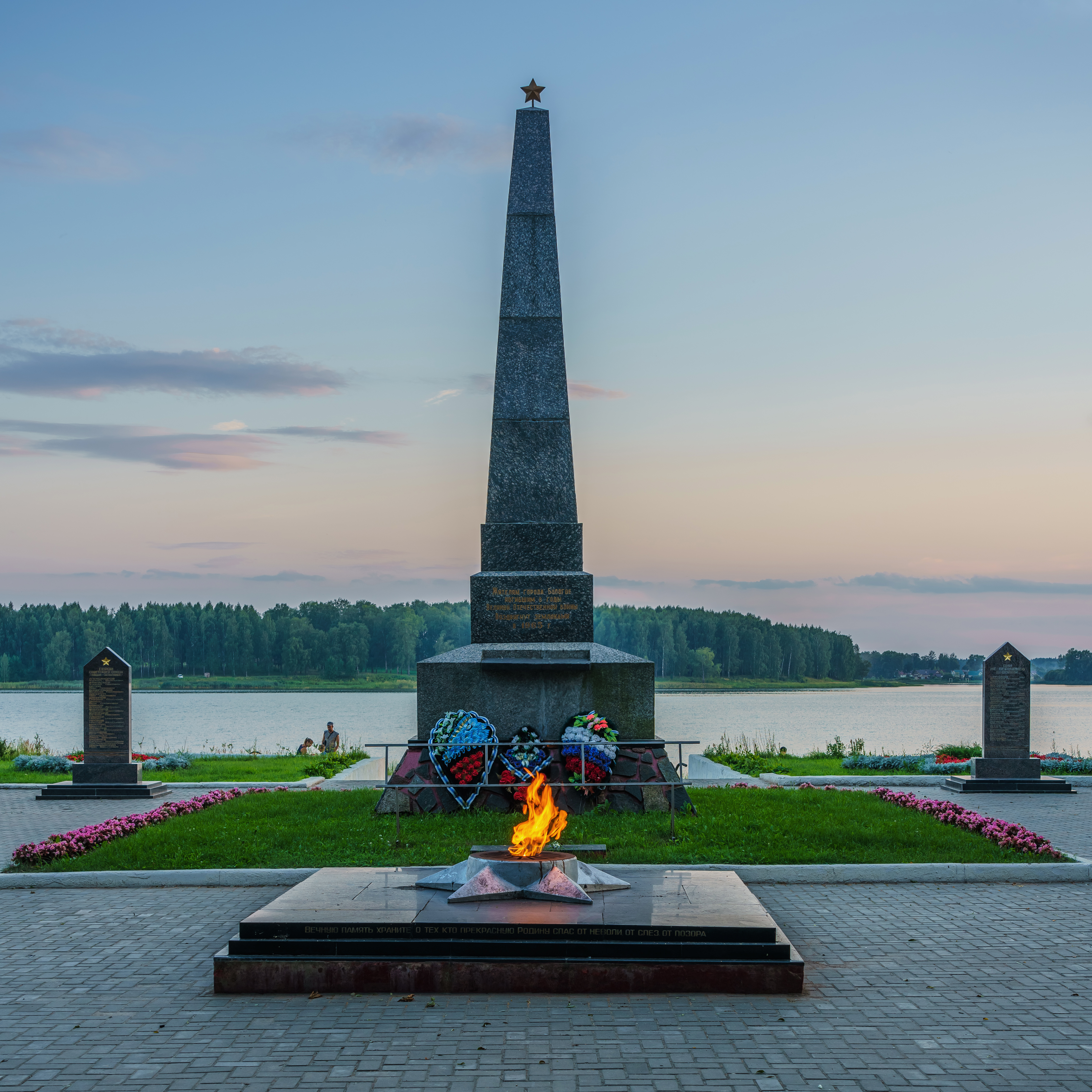
ボロゴエにある大祖国戦争記念碑

この地域はノヴゴロド公国を経てモスクワ大公国に属したが、1495年の記録にボロゴエの名が初出し、一般にはこの年を街の創建の年と見なしている。ボロゴエの名は近隣のボロゴエ湖に由来する。
1851年、ボロゴエを通るモスクワ・サンクトペテルブルク鉄道が開通し、ボロゴエにも駅が置かれた。19世紀後半にはヤロスラヴリからルイビンスク-ソンコヴォ-ベジェツク-ウドムリャ-ボロゴエを経てスタラヤ・ルーサ-ドノー-プスコフ-リガ-ヴェンツピルスへと続く東西の鉄道が交差し、さらに1907年にはボロゴエからオスタシコフ-アンドレアポリ-トロペツを経て南西のヴェリーキエ・ルーキへの支線も伸び、ボロゴエは鉄道の交差する町として大きくなった。鉄道の建設に始まり、鉄道貨物の集積、列車工場など、鉄道関連産業がボロゴエの発展に果たした役割は大きい。1926年には市の地位を与えられた。

## 経済
ボロゴエには機械工場、家具工場、食品工場などが立地するが、鉄道・列車工場も大きな地位を占める。